# Nystalea julitha
Nystalea julitha är en fjärilsart som beskrevs av William Schaus 1928. Nystalea julitha ingår i släktet Nystalea och familjen tandspinnare. Inga underarter finns listade i Catalogue of Life.